# Sự giáng sinh của Giêsu

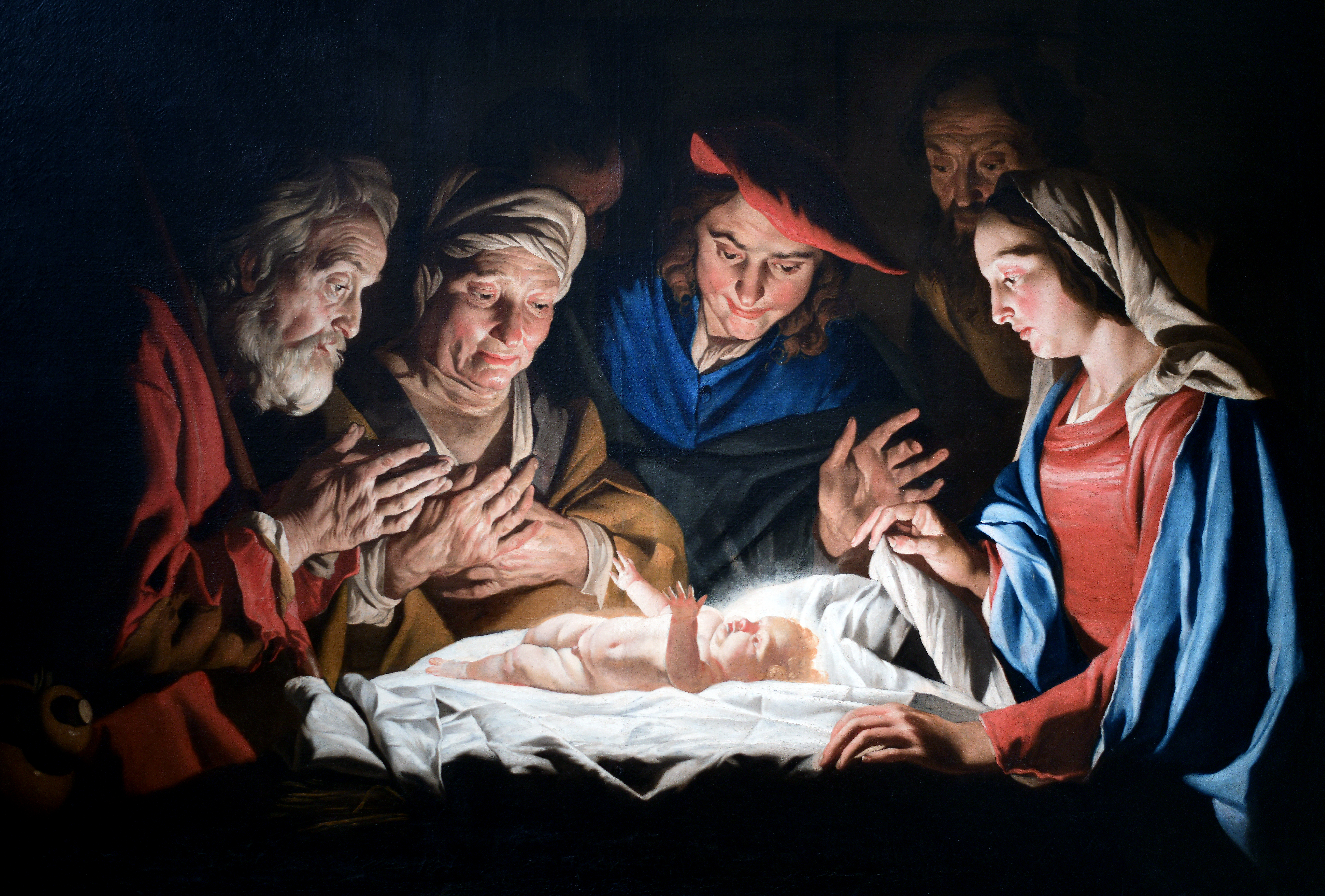
Các mục đồng chiêm bái Giê-su (1632), tác phẩm của họa sĩ người Hà Lan Matthias Stomer

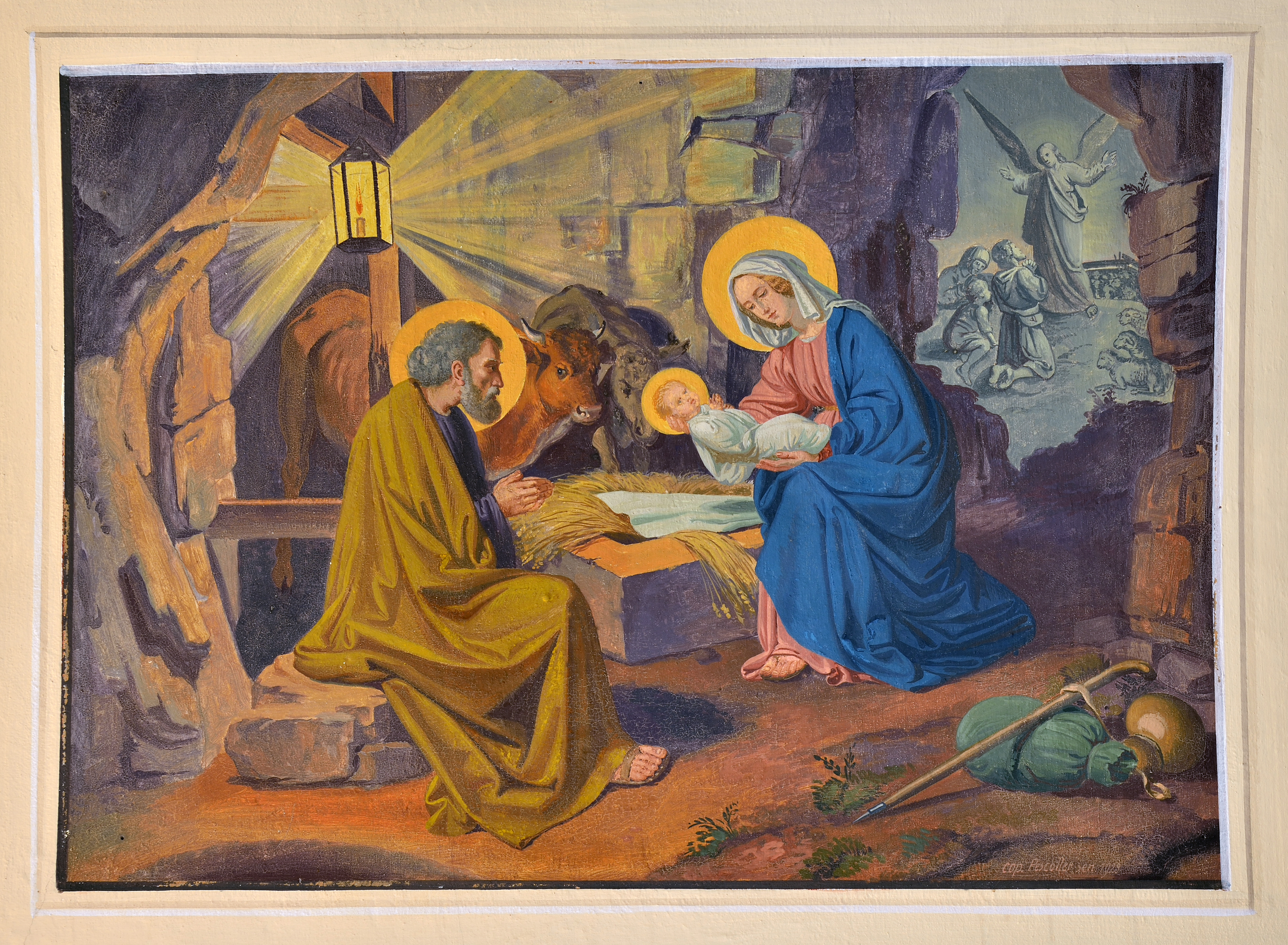
Giêsu giáng sinh bên máng cỏ trong hang đá. Bích họa màu nước vẽ nhanh khi vữa còn ướt trên trần nhà nguyện Santa Maria ở San Ciascian, Badia, Ý

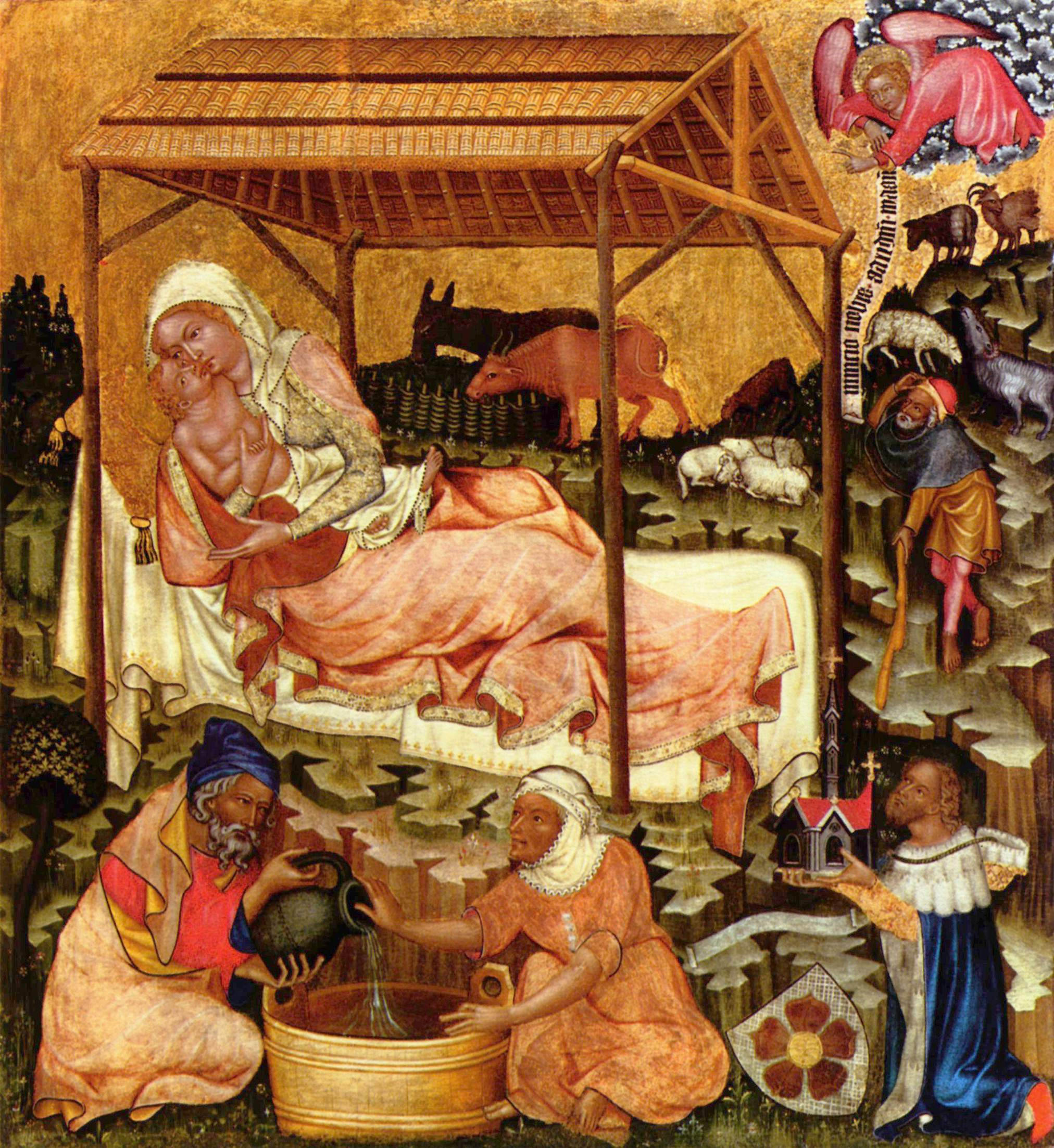
Medieval miniature of the Nativity made c. 1350

Sự giáng sinh của Giêsu đề cập đến sự ra đời của Chúa Giê-su, chủ yếu là dựa vào những miêu tả trong hai Phúc âm Luca và Matthew, thứ nữa là từ một số sách ngoài quy điển.
Theo Phúc âm Luca và Mátthêu thì Giê-su được Maria là vợ bác thợ mộc Giuse, sinh ra ở Bethlehem xứ Judea. Theo Luca, Giê-su được sinh ra và đặt nằm trong một máng cỏ vì bà Maria và ông Giuse không tìm được chỗ trọ qua đêm khi đang cùng đoàn người du hành đến Bethlehem. Các thiên sứ loan tin rằng người này sẽ là Đấng cứu thế, và các mục đồng đến chiêm bái. Theo Phúc âm Mátthêu thì các nhà thông thái đã theo hướng một ngôi sao để đến Bethlehem và dâng tặng những phẩm vật lên Chúa hài đồng, vì người sinh ra để làm vua của người Do Thái. Vì âm mưu dùng các nhà thông thái để tìm ra Giêsu thất bại, Hêrôđê Cả đã quyết định tàn sát tất cả các con trẻ ở Bethlehem để tiêu diệt Giêsu bằng được, nhưng gia đình Giêsu đã kịp chạy trốn đến Ai Cập và sau đó định cư tại Nazareth. Các học giả đã tranh luận liệu rằng những thông tin từ 2 cuốn phúc âm này có thể đồng nhất với nhau được hay không, một số quan niệm rằng những miêu tả này không có tính lịch sử. Một số học giả lại có quan điểm chỉ xem những tranh cãi về tính lịch sử của hai bản phúc âm này như là điều thứ yếu mà thôi, cái cốt lõi của những kinh sách này là thần học chứ không phải là những mốc thời điểm theo một trình tự thời gian. Các học giả về truyền thống Kitô giáo khác thì cho rằng hai cuốn phúc âm này không mâu thuẫn với nhau và họ đã chỉ ra những điểm tương đồng giữa chúng.
Trong thần học Kitô giáo, Giêsu giáng sinh đánh dấu sự ra đời của Giêsu nhằm hoàn thành ý muốn thiêng liêng của Thiên Chúa, để cứu thế giới khỏi tội lỗi. Sự miêu tả nghệ thuật về sự tự nhiên đã là một chủ đề quan trọng đối với các nghệ sĩ Kitô giáo từ thế kỷ thứ 4. Những mô tả nghệ thuật về cảnh Giêsu giáng sinh từ thế kỷ 13 đã nhấn mạnh sự khiêm hạ của Giêsu, phản ánh những thay đổi trong cách tiếp cận sau khi châu Âu trải qua nạn dịch Cái chết Đen. Các dòng Phan Sinh và Đa Minh tập chú vào sự khó nghèo và nhỏ bé của hình ảnh Giêsu Hài Nhi. Đối với các tín hữu, ý niệm về Đấng Tạo Hóa toàn năng bỏ ngoài mọi quyền năng để chinh phục trái tim của con người bằng tình yêu và bằng việc trở nên một hài nhi yếu ớt trong máng cỏ cũng tuyệt diệu và cảm động như việc hy sinh trên thập tự giá nơi đồi Calvariô.
Lễ Chúa Giêsu giáng sinh đóng một vai trò quan trọng trong năm phụng vụ Kitô giáo. Các hội thánh Kitô giáo theo truyền thống Tây phương (bao gồm Công giáo, Anh giáo và nhiều người Tin Lành) bắt đầu kỷ niệm Mùa Vọng từ bốn Chủ nhật trước Giáng sinh. Lễ cử hành truyền thống cho Giáng sinh được đặt vào ngày 25 tháng 12.
Các Giáo hội Chính thống giáo Đông phương và Chính thống giáo Cổ Đông phương cử hành một mùa chuẩn bị tương tự để dọn mình đón Giáng sinh, đôi khi gọi là Mùa Vọng nhưng thường được gọi là Mùa Chay Giáng sinh (Nativity Fast), bắt đầu bốn mươi ngày trước đại lễ. Một số Kitô hữu Chính thống giáo (ví dụ người Hy Lạp và Syria) tổ chức lễ Giáng sinh vào ngày 25 tháng 12. Chính thống giáo khác (như người Copt, Ethiopia, Gruzia và Nga) tổ chức lễ Giáng sinh vào ngày (lịch Gregorius) 7 tháng 1 (29 Kiahk theo lịch Coptic) do việc họ tiếp tục giữ lịch Julius, thay vì lịch Gregorius. Trong Chính thống giáo Đông phương, lễ Giáng sinh là lễ quan trọng thứ ba trong năm phụng vụ, sau lễ Phục Sinh và lễ Ngũ Tuần.